# Кролецып и хомяк тьмы
«Кролецып и Хомяк Тьмы» (англ. Chickenhare and the Hamster of Darkness) ー полнометражная анимационная комедия 2022 года. Адаптация серии графических романов американского автора Криса Грина «Кролецып». Режиссёры ー Бен Стассен и Бенжамен Муске.
Фильм вышел в российский прокат 23 февраля.

## Сюжет
Кролецып — уникальный зверёк, наполовину цыплёнок и наполовину кролик. Он не такой, как все, но мечтает быть любимым таким, какой он есть. Одержимый приключениями, он отправляется в большое путешествие, чтобы спасти от беды свой дом и отыскать древний артефакт — Хомяка Тьмы.

## Роли озвучивали
- Тома Соливерс — Кролецып
- Хлоя Жуанне — Мег
- Алан Обер — Лэнс
- Николя Мори — Арчи
- Фредерик Попович — Ле Кроль, дядя Кролецыпа
- Антуан Шумский — Барри
- Ричард Ле Руссель — Расти
- Хлоя Жуанне — Стэнли
- Лорен Жаке — Питер, приёмный отец Кролецыпа
- Николя Бушу — Мег

## Создание
В июле 2011 года было объявлено, что Sony Pictures Animation и Dark Horse Comics адаптируют серию «Кролецып» в полнометражный анимационный фильм. В октябре 2012 года Крис Грин написал на официальной странице «Кролецыпа» в Facebook: «Прочитал сценарий прошлой ночью. Он немного отличается от исходного материала, но это не значит, что он не был потрясающим! Честно говоря, мне это понравилось. Теперь давайте надеяться, что он останется на прежнем курсе!» В июне 2013 года Грин сообщил о создании второго варианта сценария, столь же его порадовавшего. В январе 2016 года Грин написал в своём аккаунте в Twitter, что фильм был отменён.
В феврале 2021 года было объявлено, что фильм был возвращён в производство под названием «Кролецып и Хомяк Тьмы», с Беном Стассеном и Матье Зеллером в качестве режиссёров и Дэвидом Колларом, пишущим сценарий. Позднее Зеллер был заменён на Бенжамена Муске. Фильм стал совместным производством Sony Pictures International Productions и nWave Pictures.

## Маркетинг
Локализованный тизер-трейлер фильма был опубликован в сети 29 сентября 2021 года. Локализованный трейлер появился в интернете в декабре.

## Релиз
Фильм вышел в прокат во Франции 2 февраля 2022 года, в Нидерландах — 9 февраля. В России фильм вышел в кинотеатрах 23 февраля 2022 года.